# Dolichophis jugularis
Dolichophis jugularis  (лат.) — вид змей из семейства ужеобразных.
Общая длина варьирует от 1,5 до 2,5 м. голова умеренного размера с большими глазами. Туловище крепкое, длинное с гладкой чешуёй. Окраска коричневая, чёрная с желтоватым оттенком. У взрослых змей имеются слабо выраженные линии вдоль спины. У молодых змей на спине имеются короткие поперечные полосы.
Обитает в сухих открытых местах, на склонах холмов, в полях на высоте до 2000 метров над уровнем моря. Активен днём. Хорошо ползает по деревьям, но чаще встречается на земле. Питается ящерицами и мелкими млекопитающими.
Яйцекладущая змея. Самка откладывает от 5 до 15 яиц.
Вид распространён в Болгарии, Албании, Румынии, Венгрии, Македонии, на островах Эгейского моря, в Сирии, Израиле, Ираке, Ливане, Иране, Кувейте, Иордании.